# 德意志国
德意志國（德語：Deutsches Reich，英語： 或 ），是德國自1871年德意志帝國建立後至1943年的正式國號，也是自1871年至1945年間作為德意志人民族國家的憲政名稱。德意志帝國垮台後成立的威瑪共和國續用此名作為正式國號，至1943年由納粹德國改為「大德意志國」（Großdeutsches Reich）。
此名稱是「德意志」在歷史上作為國號使用的開始，橫跨德意志帝國、威瑪共和國、納粹德國等3個時代。1945年納粹德國垮台後，此國號被棄用。

## 名稱
「Reich」之詞源為拉丁語（王），與英語中「realm」一詞相當。最初，「Reich」一詞由神聖羅馬帝國所使用，「Reich」一詞指的是一個或多個君主的統治範圍，而不論其規模或權力如何。其義約等於「帝國」。王國則冠之以國王「König」一詞呼曰「Königreich」，如普魯士王國（Königreich Preußen）和巴伐利亞王國（Königreich Bayern）。
1871年1月18日，普魯士國王威廉一世在巴黎凡爾賽宮鏡廳登基為德意志皇帝，國號定為「Deutsches Reich」。
隨一次世界大戰爆發，德國受戰爭引發政治動盪導致君主制瓦解，威瑪共和建立。中央黨贊成使用「Deutscher Volksstaat」（德意志民國）作為新政權的名稱而溫和左翼社民黨籍總理弗里德里希·艾伯特則傾向於使用「Deutsche Republik」（德意志共和國）。進行政治活動的右翼抗拒新的民主體制，渴望祖國當年的榮耀再現，所以重視「Reich」這一歷史悠久的國名所承載的意義，希望保留之。沒有一個統一的名稱能被廣泛接受。其後制定的威瑪憲法第一條規定「Deutsches Reich 為共和制」（"Das Deutsche Reich ist eine Republik."），為使保守且傳統的德國社會能夠接受，其為實施維持君主象徵之廣義上的君主立憲變體，舊國名「Deutsches Reich」被保留。「聯邦大總統」被認為是「代理皇帝」（Ersatzkaiser），下議院仍沿用帝國議會舊稱「Reichstag」，政府法律公告沿襲「帝國法律公報」（Reichsgesetzblatt）。當時的法學家奧特馬爾·布勒解釋稱，「Reich意為德意志『全國』」，接近英語的「commonwealth」或「nation」。在這之後，「Reich」的主要語義變為「大的國家」，其原義「君主國」「帝國」退居次要含義。
儘管如此，民間幾乎沒有人使用「Deutsches Reich」，在外國人眼裡也不免對一個共和國仍然自稱「Reich」感到怪異。到1925年時，大多數德國人都使用「Deutsche Republik」稱呼自己的國家。
歷史學家理查德·J·埃文斯稱：「威瑪共和繼續使用『Deutsches Reich』一詞......在受過良好教育的德國人間產生了一種印象，這種印象遠遠超出俾斯麥所建立的體制結構：羅馬帝國的繼承者、地上天國的幻景、其所宣稱的宗主權的普遍性、還有一個更平淡無奇但又有力的含義──一個會將中歐所有講德語者全包含進來的德意志國家──『一個民族，一個國家，一個元首』，正如納粹黨的口號所言。」
因亞瑟·莫勒·范登布魯克所著《第三帝國》，「Reich」一詞在右翼思想家裡有了特別的意涵。納粹黨執政後不僅延續了「Deutsches Reich」的國號，更以「Drittes Reich」（常譯為「第三帝國」）為口號作宣傳，宣稱自己是繼承了神聖羅馬帝國和德意志帝國這兩個以「Reich」為名的政權的第三個「Reich」。
因使用「Deutsches Reich」作為國名的政權有著不同政治制度，包含時間跨度甚大的歷史時期，「Reich」在歷史上的含義也不一而足，故其中文通譯為「德意志國」。
東西德以及現在的聯邦德國政府皆不使用「Reich」一詞。威瑪及納粹時期冠有「Reich」的職位和機構也都被更名。
在現代德語裡，若要強調一國為帝國時則以皇帝「Kaiser」一詞冠之呼曰「Kaiserreich」。1871-1918年的德意志國通常被稱作「Deutsches Kaiserreich」。王國為「Königreich」。歷史上的稱呼「Frankreich」（法國，直譯為法蘭西帝國）和「Österreich」（奧地利，直譯為「東邊的帝國」）仍在使用。

## 變遷

### 帝政期
1871年至1918年由霍亨索倫王朝統治，通稱「德意志帝國」（德語：／英語：）。

### 威瑪共和期
1918年至1933年處於威瑪憲法確立下的國家體制。通稱「威瑪共和國」（德語：／英語：）。

### 納粹執政期
1933年至1945年，國家社會主義德國工人黨（纳粹党）治下的德國。通稱「納粹德國」（德語：／英語：）
德國崩潰後，盟軍於1945年6月5日發表《柏林宣言》，宣布德國中央政府已不存在，德意志國滅亡。其後成立的德意志聯邦共和國（西德）和德意志民主共和國（東德）皆未繼承「Deutsches Reich」的國號，德意志國從此走入歷史。

德意志國領土 1871年–1918年
凡爾賽和約簽署後的德國 綠色地區為薩爾及但澤，由國際聯盟託管 黃色地區為根據條約、公投或國聯要求轉移予鄰國 橙色地區為德國保有的領土
德意志國領土 1919年–1937年
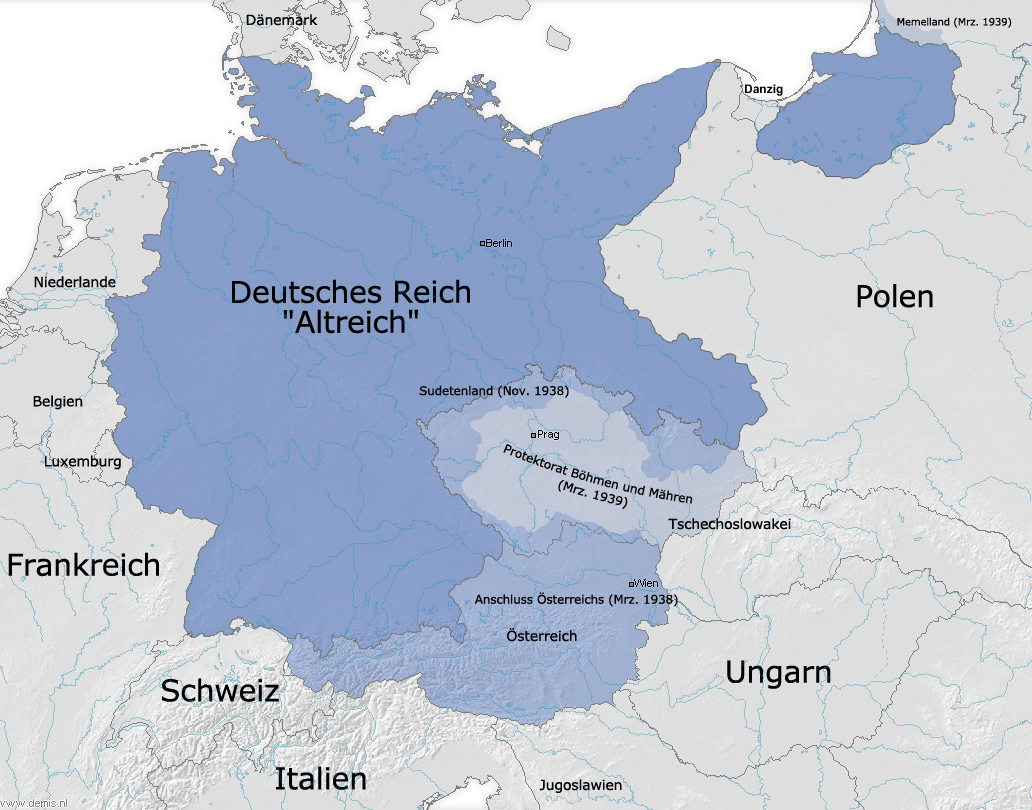
德意志國領土 1939年
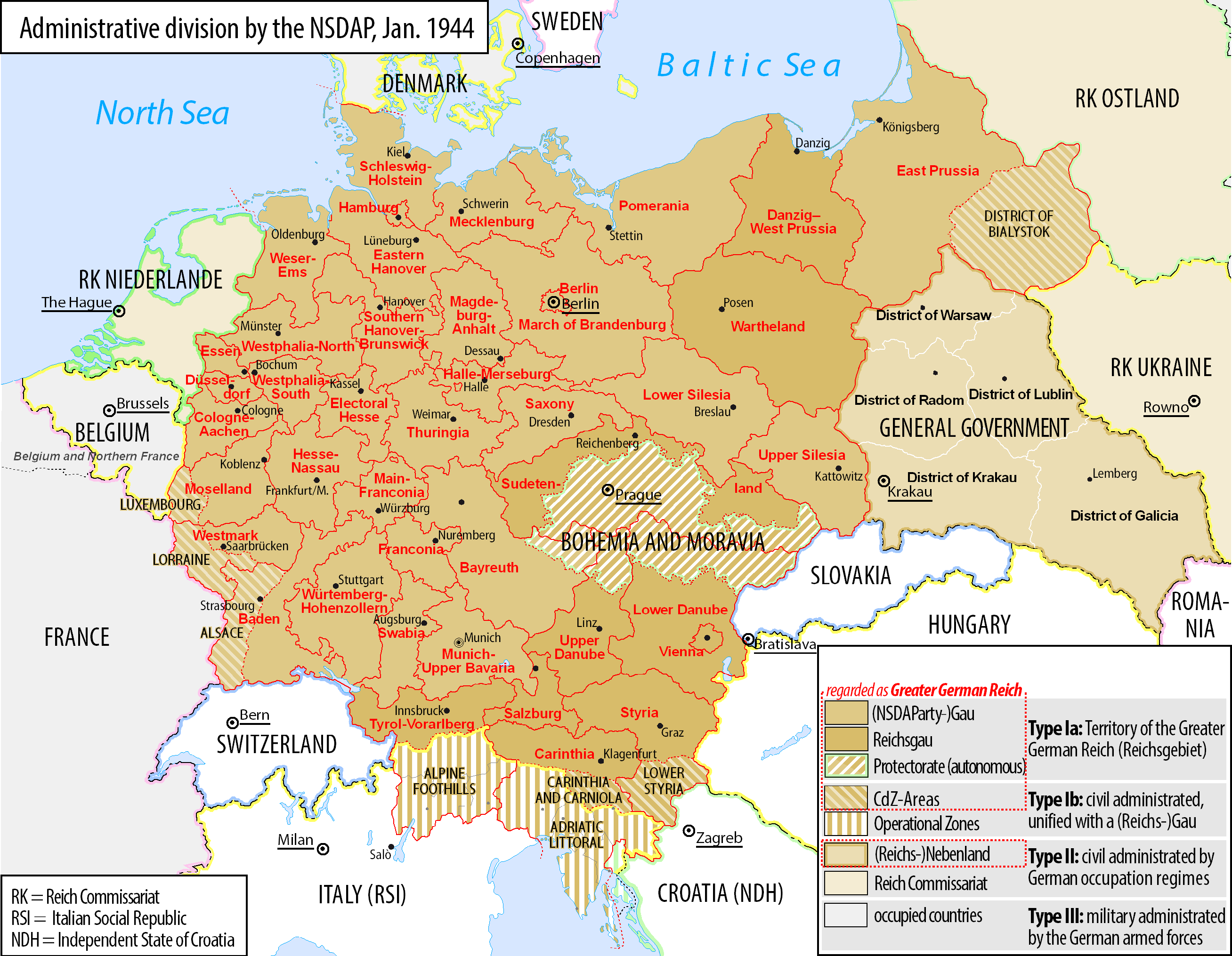
德意志國領土 1944年
德意志國為盟軍所分割佔領 1945年

### 列表
| 政權     | 存續日期        | 政治體制                                                                                          | 國家元首 | 政府首腦               | 國旗                                                         | 貨幣 | 國歌                                                                                | 領土 |
| -------- | --------------- | ------------------------------------------------------------------------------------------------- | --- | ---------------------- | ------------------------------------------------------------ | --- | ----------------------------------------------------------------------------------- | ---- |
| 德意志國 | 1871年 – 1918年 | 聯邦君主制 二元制君主立憲制（1916年8月前） 軍事獨裁下的二元制君主立憲制（1916年8月 – 1918年11月） | 德意志皇帝 Deutscher Kaiser                                                                                    | 帝國總理 Reichskanzler | （1892年 – 1918年）                                          | 邦聯銀元 Vereinsthaler 南德意志金元 Gulden 不萊梅銀元 Thaler 漢堡馬克 Hamburger Mark 法國法郎 （至1873年共同使用） 黃金馬克 Mark （1873年 – 1914年） 紙馬克 Papiermark （1914年 – 1918年） | 《萬歲勝利者的桂冠》 "Heil dir im Siegerkranz"                                      |      |
| 德意志國 | 1918年 – 1933年 | 聯邦制、半總統制、共和制（1919年 – 1930年） 威權政體、總統制（1930年 – 1933年）                   | 聯邦大總統 Reichspräsident                                                                                     | 總理 Reichskanzler     | （1919年8月14日 – 1933年）                                   | 紙馬克 Papiermark （1919年 – 1923年） 地租馬克 Rentenmark （1923年 – 1933年） 國家馬克 Reichsmark （1924年 – 1933年）                                                                      | 《德意志人之歌》 "Das Lied der Deutschen"                                           |      |
| 德意志國 | 1933年 – 1945年 | 國家社會主義 一黨制 極權主義 獨裁政體                                                             | 聯邦大總統 Reichspräsident （1933年 – 1934年） 元首 Führer （1934年 – 1945年） 總統 Reichspräsident （1945年） | 總理 Reichskanzler     | （1933年3月12日 – 1935年9月15日） （1935年9月15日 – 1945年） | 國家馬克 Reichsmark （1924年 – 1948年6月20日） | 《德意志人之歌》 "Das Lied der Deutschen" 《霍斯特·威塞爾之歌》 "Horst-Wessel-Lied" |      |

## 腳註
1. ↑  「German Empire」用以指1871-1918年帝政期的德意志國，「German Reich」則特指1933-1945年納粹黨掌權的德意志國。為了區別兩者，英文直接借用德文「Reich」一詞。
2. ↑  腓特烈三世〜馬克西米連一世，「德意志人的神聖羅馬帝國」（Heiliges Römisches Reich Deutscher Nation）。國號里的「德意志人」（Deutscher Nation）不是種族概念，而是指諸侯、市民、騎士等擁有帝國身份的人（84頁）。
3. ↑  Schulze2005, p2
4. 1 2  Sebastian Ullrich（德语：Sebastian Ullrich (Historiker)） as quoted by Eva-Maria Schnurr. . Der Spiegel. Vol. 5/2014 Der Spiegel – Geschichte 3 Hausmitteilung 137 Impressum. September 2014: 20.
5. ↑  Die Verfassung des Deutschen Reichs, Erster Abschnitt: Reich und Länder, Artikel 1
6. 1 2  間崎万里 1939，第199頁.
7. ↑   (PDF). 行政院研究發展考核委員會: 66. 2009-03. （原始内容存档 (PDF)于2014-04-19） –國家發展委員會 （中文（臺灣））.
8. ↑  間崎万里 1939，第205-206頁.
9. ↑  Eva-Maria Schnurr. . Der Spiegel. Vol. 5/2014 Der Spiegel – Geschichte 3 Hausmitteilung 137 Impressum. September 2014: 20.
10. ↑  間崎万里 1939，第196-200頁.
11. ↑  Richard J. Evans. . Penguin. 2005: 33  [2019-10-03]. ISBN 9781101042670. （原始内容存档于2018-05-04）.
12. ↑  但是，東德為主張對戰前德意志國營鐵路的繼承性，國有鐵路繼續使用「Deutsche Reichsbahn」的名稱。
13. ↑  西德以意為「聯邦」的和作為前綴，以取代和。例如聯邦總理（Bundeskanzler）和聯邦總統（Bundespräsident）。

東德以相當於英語「state」的和作為前綴，以取代和。例如1960年以後作為東德國家元首的國務委員會（Staatsrat）、秘密警察機構國家安全部（Ministerium für Staatssicherheit）等等。